# Kazimierz Imieliński
Kazimierz Imieliński (Dombrowa, 6 december 1929 - 16 juli 2010) was een Pools seksuoloog, hoogleraar in de medische wetenschap en directeur van verschillende seksuologische en pathologische instituten. Hij geldt in Polen als pionier van de seksuologie en schreef 260 verhandelingen en was auteur of mede-auteur van 73 boeken.

## Leven
In 1963 verkreeg Imieliński de eerste in Polen uitgereikte titel van specialist in de seksuologie. Imieliński studeerde af aan de Medische Academie van Krakau (die later deel werd van de Jagiellonische Universiteit) en habiliteerde er in 1971.
In 2004 ontving hij de Orde Polonia Restituta. Imieliński verkreeg 56 eredoctoraten in 24 landen op vier continenten en werd door 18 buitenlandse universiteiten benoemd tot ereprofessor.

## Werken (selectie)
- Geneza homo- i biseksualizmu środowiskowego, 1963
- Zboczenia płciowe, 1965
- Miłość i seks , 1980, 3de uitg. 1987 (ISBN 83-202-0484-4)
- Człowiek i seks 1985 (ISBN 83-202-0348-1)
- Kobieta i seks 1989 (ISBN 83-03-02724-7)
- Drogi i bezdroża seksu 1990 (ISBN 83-202-0941-2)
- Medycyna seksualna 1992 (2 delen, ISBN 83-85272-07-0 en ISBN 83-85272-08-9)